# Atwood (Colorado)
Atwood es un lugar designado por el censo ubicado en el condado de Logan en el estado estadounidense de Colorado. En el Censo de 2010 tenía una población de 133 habitantes y una densidad poblacional de 49,66 personas por km².

## Geografía
Atwood se encuentra ubicado en las coordenadas 40°33′2″N 103°16′29″O / 40.55056, -103.27472. Según la Oficina del Censo de los Estados Unidos, Atwood tiene una superficie total de 2.68 km², de la cual 2.68 km² corresponden a tierra firme y (0%) 0 km² es agua.

## Demografía
Según el censo de 2010, había 133 personas residiendo en Atwood. La densidad de población era de 49,66 hab./km². De los 133 habitantes, Atwood estaba compuesto por el 92.48% blancos, el 0% eran afroamericanos, el 3.01% eran amerindios, el 0% eran asiáticos, el 0% eran isleños del Pacífico, el 3.01% eran de otras razas y el 1.5% pertenecían a dos o más razas. Del total de la población el 8.27% eran hispanos o latinos de cualquier raza.